# Charles-Joseph van Helmont
Charles-Joseph van Helmont   (Brussel·les, 19 de març de 1715 - Brussel·les, 8 de juny de 1790) fou un músic i compositor de l'església flamenca.
Van Helmont va rebre la seva educació de Hercule-Pierre Brehy (1673-1737) a la catedral de Sant Miquel i St. Gudula (Brussel·les). Als divuit anys, esdevé la successora de Josse Boutmy com a organista. El 1737 va esdevenir cantor a l'església de la cort de Notre Dame de la Chapelle ("Kapellekerk") del governador dels Països Baixos, l'arxiduquessa Maria Elisabeth, fins a la seva mort el 1741. Després de la mort de Joseph -Hector Fiocco van Helmont va tornar a la Catedral posterior. Fins al 1777 va estar allà al seu despatx, que després va lliurar al seu fill Adrien-Joseph van Helmont (1747-1830).
Va compondre nombroses obres sagrades i laiques. Entre ells, hi ha un oratori Judith, una òpera Grisélidis i per a la Setmana Santa Les neuf Leçons de la Semaine Sainte per a basso continuo i soprano. El seu estil es basa en el dels seus contemporanis italians, les seves Piéces de Clavecin es consideren influenciades per Jean-Philippe Rameau. En total, hi ha 525 manuscrits de van Helmont a la biblioteca del conservatori de Brussel·les.

## Família
El seu besavi Henri van Helmont era germà de Jean-Baptiste van Helmont, famós metge, alquimista i hermètic.
El seu fill Adrien-Joseph van Helmont (1747-1830) 
El seu fill Adrien-Joseph van Helmont, de qui havia format, també era un músic notori i notable a la ciutat de Brussel·les i va assolir les funcions del seu pare a Sainte-Gudule el 1777. Adrien-Joseph van Helmont, fou membre de la maçoneria; el seu nom apareix a la taula de la "Loge Brussel·les El Constanza", o Unió Konstanz.

## Obres
Charles Joseph van Helmont va compondre música sagrada i profana, incloent peces de clavicèmbal (Op. 1, 1737). La biblioteca del Reial Conservatori de Brussel·les conserva més de 500 manuscrits del compositor.